# Pápula

Pápula y placa.

Una pápula es un tipo de lesión en piel, menor de un centímetro de diámetro, circunscrita, elevada, de bordes bien definidos y de contenido sólido. Si miden más de un centímetro se les denomina placas.
La mayor parte de estas lesiones se encuentra elevada sobre el nivel de la piel circundante y no en los planos profundos, aunque puede comprometer tanto dermis como epidermis y capas más profundas.

## Clasificación

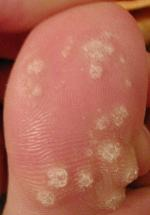
Verrugas.

- Epidérmicas: superficial. Por aumento de la celularidad de la epidermis. Ejemplo: verruga común.
- Dérmicas: profunda. Infiltración de células en la dermis. Ejemplo: pápulas de sífilis secundaria.
- Mixtas: superficial y profunda.
- Foliculares: secundarios a infiltrados celulares en el folículo piloso.

## Fisiopatología
La respuesta a la agresión de cualquier índole produce infiltración de polimorfonucleares o edema de todas o algunas de las capas de la epidermis y, en ocasiones, de la dermis. También pueden combinarse con hiperplasia dermoepidérmica.[cita requerida]